# Wai egyházmegye
A Wai római katolikus egyházmegye (latinul: Dioecesis Vaensis) egy római katolikus egyházmegye. Püspöki székvárosa Wa városában, Ghánában található. Az egyházmegye a Tamalei főegyházmegye szuffragán egyházmegyéje. Püspöke Richard Kuuia Baawobr bíboros, nyugalmazott püspöke Paul Bemile.

## Története
1959. november 3-á megalapítják Wai egyházmegyét, melynek a területét a Tamale területéből választották le.

## Wa püspökei
- Peter Poreku Dery kinevezett püspök (1960.03.16. – 1974.11.18.)
- Gregory Eebolawola Kpiebaya (1974.11.18. – 1994.03.26,, Tamale érsekévé kinevezve)
- Paul Bemile (1994.12.19 - 2016.02.17.)
- Richard Kuuia Baawobr (2016.02.17. - hivatalban, 2022. augusztusától bíboros)

## Fordítás
- Ez a szócikk részben vagy egészben  a   Roman Catholic Diocese of Wa című angol Wikipédia-szócikk ezen változatának fordításán alapul.  Az eredeti cikk szerkesztőit annak laptörténete sorolja fel. Ez a jelzés csupán a megfogalmazás eredetét és a szerzői jogokat jelzi, nem szolgál a cikkben szereplő információk forrásmegjelöléseként.